# Christina Karnebeek-Backs
Christina (Chrissemeuje) Karnebeek-Backs (Holterhoek, Pays-Bas, 2 octobre 1849 – Holterhoek,Pays-Bas, 7 octobre 1959) était une supercentenaire néerlandaise et la doyenne de l'humanité pendant plus de neuf mois.

## Biographie
Karnebeek-Backs est née en 1849, fille de Gerardus Backs (1818-1888), agriculteur, et de Johanna Nijrolder (1816-1909). Sa mère a vécu jusqu'à 93 ans. Christina s'est mariée deux fois : le 21 septembre 1888, avec Gerrit Jan Startman (1831-1896) et le 11 novembre 1897, avec Antonius Bernardus Karnebeek (1855-1922).
Avec le décès de Catherine Waller, une Américaine de 110 ans, le 4 janvier 1959, elle est devenue la doyenne de l'humanité. Elle est décédée à l'âge de 110 ans d'un rhume, cinq jours après son ultime anniversaire.
Bien qu'elle fût la femme néerlandaise la plus âgée de l'époque, elle n'était pas la résidente la plus âgée de tous les temps : le record d'âge officiel néerlandais était détenu par Geert Adriaans Boomgaard, décédé en 1899.